# 汤科蓉
汤科蓉（TANG Kerong，1988年5月7日—），江苏无锡江阴市南闸人，中国女子自行车運動員。

## 簡歷
汤科蓉小時候為田径队短跑隊員，其後被无锡射击场业余体校自行车队教练张斌發掘，在2002年开始改练自行车；至2006年进入江苏省自行车队。
2010年11月，汤科蓉代表中國參加亞運會自行車比賽女子记分赛。在比赛进行至第40圈，有选手为争抢位置发生碰撞，导致连环撞车；汤科蓉被撞倒在地受傷，後需担架抬出场外，送院治疗。